# Estación de Court-Saint-Étienne
La estación de Court-Saint-Étienne es una estación de tren belga situada en Court-Saint-Étienne, en la provincia del Brabante Valón, región Valona.
Pertenece a la línea  de S-Trein Charleroi.

## Situación ferroviaria
La estación se encuentra en la línea 140 (Ottignies-Charleroi).

## Intermodalidad
| Línea | Procedencia    | Parada                   | Destino      |
| ----- | -------------- | ------------------------ | ------------ |
| 28    | OTTIGNIES Gare | COURT-SAINT-ÉTIENNE Gare | GENAPPE Gare |